# Colutea armena
Colutea armena là một loài thực vật có hoa trong họ Đậu. Loài này được Boiss. & A.Huet miêu tả khoa học đầu tiên.